# Minnesota Vikings 2004
La stagione 2004 dei Minnesota Vikings fu la 44ª della franchigia nella National Football League, la 23ª giocata all'Hubert H. Humphrey Metrodome e la 4ª (3ª considerando una stagione intera) con Mike Tice come capo allenatore.

## Offseason 2004
| Draft NFL 2004   |                  |                  |                                       |                                       |                                       |                 |
| Ordine del Draft | Ordine del Draft | Ordine del Draft | Giocatore                             | Ruolo                                 | College                               | Note            |
| Giro             | Scelta           | Generale         | Giocatore                             | Ruolo                                 | College                               | Note            |
| 1                | 19               | 19               | Scambiata con i Miami Dolphins[a]     | Scambiata con i Miami Dolphins[a]     | Scambiata con i Miami Dolphins[a]     |                 |
| 1                | 20               | 20               | Kenechi Udeze                         | DE                                    | USC                                   | dai Dolphins[a] |
| 2                | 16               | 48               | Dontarrious Thomas                    | LB                                    | Auburn                                | dai Saints[b]   |
| 2                | 18               | 50               | Scambiata con i New Orleans Saints[b] | Scambiata con i New Orleans Saints[b] | Scambiata con i New Orleans Saints[b] |                 |
| 3                | 19               | 82               | Scambiata con i Baltimore Ravens[c]   | Scambiata con i Baltimore Ravens[c]   | Scambiata con i Baltimore Ravens[c]   |                 |
| 3                | 25               | 88               | Darrion Scott                         | DE                                    | Ohio State                            | dai Ravens[c]   |
| 4                | 19               | 115              | Nat Dorsey                            | OT                                    | Georgia Tech                          |                 |
| 4                | 23               | 119              | Mewelde Moore                         | RB                                    | Tulane                                | dai Dolphins[a] |
| 5                | 19               | 151              | Scambiata con i New Orleans Saints[b] | Scambiata con i New Orleans Saints[b] | Scambiata con i New Orleans Saints[b] |                 |
| 5                | 23               | 155              | Rod Davis                             | LB                                    | Southern Mississippi                  | dai Ravens[c]   |
| 6                | 19               | 184              | Deandre Eiland                        | S                                     | South Carolina                        |                 |
| 7                | 19               | 220              | Jeff Dugan                            | TE                                    | Maryland                              |                 |

Note:
- [a] I Dolphins scambiarono le loro scelte nel 1º giro (20ª assoluta) e 4º giro (119ª assoluta) del Draft NFL 2004 con i Vikings per la scelta nel 1º giro (19ª assoluta) del Draft NFL 2004 di questi ultimi.
- [b] I Saints scambiarono la loro scelta nel 2º giro (48ª assoluta) del Draft NFL 2004 con i Vikings per le scelte nel 2º giro (50ª assoluta) e 5º giro (151ª assoluta) del Draft NFL 2004 di questi ultimi.
- [c] I Ravens scambiarono le loro scelte nel 3º giro (88ª assoluta) e 5º giro (155ª assoluta) del Draft NFL 2004 con i Vikings per la scelta nel 3º giro (82ª assoluta) del Draft NFL 2004 di questi ultimi.

## Partite

### Pre-stagione
| Calendario |                                            |                                            |                                            |                                            |                                            |                                            |                                            |                                            |                                            |
| Settimana  | Data                                       | Ora (CDT)                                  | Avversario                                 | Risultato                                  | Stadio                                     | Spettatori                                 | Record                                     | Tabellino                                  |                                            |
| 1          | 14 agosto                                  | 7:00 p.m.                                  | Arizona Cardinals                          | V 23-6                                     | Hubert H. Humphrey Metrodome               | 63.658                                     | 1-0                                        | Recap                                      |                                            |
| 2          | 20 agosto                                  | 6:30 p.m.                                  | Atlanta Falcons                            | P 28-21                                    | Georgia Dome                               | 70.623                                     | 1-1                                        | Recap                                      |                                            |
| 3          | 26 agosto                                  | 7:00 p.m.                                  | San Francisco 49ers                        | V 23-10                                    | Hubert H. Humphrey Metrodome               | 63.960                                     | 2-1                                        | Recap                                      |                                            |
| 4          | 2 settembre                                | 8:00 p.m.                                  | Seattle Seahawks                           | P 23-21                                    | Qwest Field                                | 50.198                                     | 2-2                                        | Recap                                      |                                            |
| Note       | Gli incontri in trasferta sono in corsivo. | Gli incontri in trasferta sono in corsivo. | Gli incontri in trasferta sono in corsivo. | Gli incontri in trasferta sono in corsivo. | Gli incontri in trasferta sono in corsivo. | Gli incontri in trasferta sono in corsivo. | Gli incontri in trasferta sono in corsivo. | Gli incontri in trasferta sono in corsivo. | Gli incontri in trasferta sono in corsivo. |

### Stagione regolare
| Calendario | | | | | | | | | |
| Settimana  | Data                                                                                               | Ora (CDT)                                                                                          | Avversario                                                                                         | Risultato                                                                                          | Stadio                                                                                             | Spettatori                                                                                         | Record                                                                                             | Tabellino                                                                                          | |
| 1          | 12 settembre                                                                                       | 3:15 p.m.                                                                                          | Dallas Cowboys                                                                                     | V 35-17                                                                                            | Hubert H. Humphrey Metrodome                                                                       | 64.105                                                                                             | 1-0                                                                                                | Recap                                                                                              | |
| 2          | 20 settembre                                                                                       | 8:00 p.m.                                                                                          | Philadelphia Eagles                                                                                | P 27-16                                                                                            | Lincoln Financial Field                                                                            | 67.676                                                                                             | 1-1                                                                                                | Recap                                                                                              | |
| 3          | 26 settembre                                                                                       | 12:00 p.m.                                                                                         | Chicago Bears                                                                                      | V 27-22                                                                                            | Hubert H. Humphrey Metrodome                                                                       | 64.163                                                                                             | 2-1                                                                                                | Recap                                                                                              | |
| 4          | Riposo                                                                                             | Riposo                                                                                             | Riposo                                                                                             | Riposo                                                                                             | Riposo                                                                                             | Riposo                                                                                             | Riposo                                                                                             | Riposo                                                                                             | Riposo                                                                                             |
| 5          | 10 ottobre                                                                                         | 12:00 p.m.                                                                                         | Houston Texans                                                                                     | V 34-28 DTS                                                                                        | Reliant Stadium                                                                                    | 70.718                                                                                             | 3-1                                                                                                | Recap                                                                                              | |
| 6          | 17 ottobre                                                                                         | 7:30 p.m.                                                                                          | New Orleans Saints                                                                                 | V 38-31                                                                                            | Louisiana Superdome                                                                                | 64.900                                                                                             | 4-1                                                                                                | Recap                                                                                              | |
| 7          | 24 ottobre                                                                                         | 12:00 p.m.                                                                                         | Tennessee Titans                                                                                   | V 20-3                                                                                             | Hubert H. Humphrey Metrodome                                                                       | 64.108                                                                                             | 5-1                                                                                                | Recap                                                                                              | |
| 8          | 31 ottobre                                                                                         | 12:00 p.m.                                                                                         | New York Giants                                                                                    | P 34-13                                                                                            | Hubert H. Humphrey Metrodome                                                                       | 64.012                                                                                             | 5-2                                                                                                | Recap                                                                                              | |
| 9          | 8 novembre                                                                                         | 8:00 p.m.                                                                                          | Indianapolis Colts                                                                                 | P 31-28                                                                                            | RCA Dome                                                                                           | 57.307                                                                                             | 5-3                                                                                                | Recap                                                                                              | |
| 10         | 14 novembre                                                                                        | 3:15 p.m.                                                                                          | Green Bay Packers                                                                                  | P 34-31                                                                                            | Lambeau Field                                                                                      | 70.671                                                                                             | 5-4                                                                                                | Recap                                                                                              | |
| 11         | 21 novembre                                                                                        | 12:00 p.m.                                                                                         | Detroit Lions                                                                                      | V 22-19                                                                                            | Hubert H. Humphrey Metrodome                                                                       | 64.156                                                                                             | 6-4                                                                                                | Recap                                                                                              | |
| 12         | 28 novembre                                                                                        | 12:00 p.m.                                                                                         | Jacksonville Jaguars                                                                               | V 27-16                                                                                            | Hubert H. Humphrey Metrodome                                                                       | 64.004                                                                                             | 7-4                                                                                                | Recap                                                                                              | |
| 13         | 5 dicembre                                                                                         | 12:00 p.m.                                                                                         | Chicago Bears                                                                                      | P 24-14                                                                                            | Soldier Field                                                                                      | 62.051                                                                                             | 7-5                                                                                                | Recap                                                                                              | |
| 14         | 12 dicembre                                                                                        | 12:00 p.m.                                                                                         | Seattle Seahawks                                                                                   | P 27-23                                                                                            | Hubert H. Humphrey Metrodome                                                                       | 64.110                                                                                             | 7-6                                                                                                | Recap                                                                                              | |
| 15         | 19 dicembre                                                                                        | 12:00 p.m.                                                                                         | Detroit Lions                                                                                      | V 28-27                                                                                            | Ford Field                                                                                         | 62.337                                                                                             | 8-6                                                                                                | Recap                                                                                              | |
| 16         | 24 dicembre                                                                                        | 2:00 p.m.                                                                                          | Green Bay Packers                                                                                  | P 34-31                                                                                            | Hubert H. Humphrey Metrodome                                                                       | 64.311                                                                                             | 8-7                                                                                                | Recap                                                                                              | |
| 17         | 2 gennaio                                                                                          | 3:15 p.m.                                                                                          | Washington Redskins                                                                                | P 21-18                                                                                            | FedExField                                                                                         | 76.876                                                                                             | 8-8                                                                                                | Recap                                                                                              | |
| Note       | Gli avversari della propria division sono in grassetto. Gli incontri in trasferta sono in corsivo. | Gli avversari della propria division sono in grassetto. Gli incontri in trasferta sono in corsivo. | Gli avversari della propria division sono in grassetto. Gli incontri in trasferta sono in corsivo. | Gli avversari della propria division sono in grassetto. Gli incontri in trasferta sono in corsivo. | Gli avversari della propria division sono in grassetto. Gli incontri in trasferta sono in corsivo. | Gli avversari della propria division sono in grassetto. Gli incontri in trasferta sono in corsivo. | Gli avversari della propria division sono in grassetto. Gli incontri in trasferta sono in corsivo. | Gli avversari della propria division sono in grassetto. Gli incontri in trasferta sono in corsivo. | Gli avversari della propria division sono in grassetto. Gli incontri in trasferta sono in corsivo. |

### Playoff
| Turno      | Data            | Ora (CDT)  | Avversario (seed)       | Risultato | Stadio                  | Spettatori | Record | TV  | Tabellino |
| ---------- | --------------- | ---------- | ----------------------- | --------- | ----------------------- | ---------- | ------ | --- | --------- |
| Wild Card  | 9 gennaio 2005  | 3:40 p.m.  | Green Bay Packers (3)   | V 31-17   | Lambeau Field           | 71.075     | 1-0    | Fox | Recap     |
| Divisional | 16 gennaio 2005 | 12:00 p.m. | Philadelphia Eagles (1) | P 14-27   | Lincoln Financial Field | 67.772     | 1-1    | Fox | Recap     |

## Classifiche

### Division
| Classifica della NFC North Division 2004 | Classifica della NFC North Division 2004 | Classifica della NFC North Division 2004 | Classifica della NFC North Division 2004 | Classifica della NFC North Division 2004 | Classifica della NFC North Division 2004 | Classifica della NFC North Division 2004 | Classifica della NFC North Division 2004 | Classifica della NFC North Division 2004 | Classifica della NFC North Division 2004 | Classifica della NFC North Division 2004 | Classifica della NFC North Division 2004 | Classifica della NFC North Division 2004 | Classifica della NFC North Division 2004 | Classifica della NFC North Division 2004 | Classifica della NFC North Division 2004 | Classifica della NFC North Division 2004 |
|                                          | V                                        | P                                        | N                                        | PCT                                      | DIV                                      | DIV PCT                                  | CONF                                     | CONF PCT                                 | NON CONF                                 | C                                        | T                                        | PR                                       | PS                                       | TD                                       | STR                                      | PO                                       |
| ---------------------------------------- | ---------------------------------------- | ---------------------------------------- | ---------------------------------------- | ---------------------------------------- | ---------------------------------------- | ---------------------------------------- | ---------------------------------------- | ---------------------------------------- | ---------------------------------------- | ---------------------------------------- | ---------------------------------------- | ---------------------------------------- | ---------------------------------------- | ---------------------------------------- | ---------------------------------------- | ---------------------------------------- |
| Green Bay Packers                        | 10                                       | 6                                        | 0                                        | .625                                     | 5-1                                      | .833                                     | 9-3                                      | .750                                     | 1-3                                      | 4-4                                      | 6-2                                      | 424                                      | 380                                      | 50                                       | V-2                                      | Div                                      |
| Minnesota Vikings                        | 8                                        | 8                                        | 0                                        | .500                                     | 3-3                                      | .500                                     | 5-7                                      | .417                                     | 3-1                                      | 5-3                                      | 3-5                                      | 405                                      | 395                                      | 50                                       | P-2                                      | WC                                       |
| Detroit Lions                            | 6                                        | 10                                       | 0                                        | .375                                     | 2-4                                      | .333                                     | 5-7                                      | .417                                     | 1-3                                      | 3-5                                      | 3-5                                      | 296                                      | 350                                      | 32                                       | P-1                                      |                                          |
| Chicago Bears                            | 5                                        | 11                                       | 0                                        | .313                                     | 2-4                                      | .333                                     | 4-8                                      | .333                                     | 1-3                                      | 2-6                                      | 3-5                                      | 231                                      | 331                                      | 26                                       | P-4                                      |                                          |

## Statistiche
| Andamento in stagione regolare                                                                    |    |    |    |    |    |    |    |    |    |    |    |    |    |    |    |    |    |
| Settimana                                                                                         | 1  | 2  | 3  | 4  | 5  | 6  | 7  | 8  | 9  | 10 | 11 | 12 | 13 | 14 | 15 | 16 | 17 |
| Luogo                                                                                             | C  | T  | C  | R  | T  | T  | C  | C  | T  | T  | C  | C  | T  | C  | T  | C  | T  |
| Risultato                                                                                         | V  | P  | V  | R  | V  | V  | V  | P  | P  | P  | V  | V  | P  | P  | V  | P  | P  |
| Posizione                                                                                         | 2ª | 2ª | 1ª | 1ª | 1ª | 1ª | 1ª | 1ª | 1ª | 2ª | 2ª | 2ª | 2ª | 2ª | 2ª | 2ª | 2ª |
| Luogo: C = Casa; T = Trasferta. Risultato: V = Vittoria; N = Pareggio; S = Sconfitta. R = Riposo. |    |    |    |    |    |    |    |    |    |    |    |    |    |    |    |    |    |

| Classifiche di lega  |             |                |          |
| Categoria            | Yard totali | Yard a partita | Rank NFL |
| Attacco sui passaggi | 4.516       | 282,2          | 2ª       |
| Attacco su corsa     | 1.823       | 113,9          | 18ª      |
| Totale attacco       | 6.339       | 396,2          | 4ª       |
| Difesa sui passaggi  | 3.896       | 243,5          | 29ª      |
| Difesa su corsa      | 2.006       | 125,4          | 21ª      |
| Totale difesa        | 5.902       | 368,9          | 28ª      |

| Leader della squadra       |                  |        |
| Categoria                  | Giocatore        | Valore |
| Yard passate               | Daunte Culpepper | 4.717  |
| Touchdown passati          | Daunte Culpepper | 39     |
| Yard corse                 | Onterrio Smith   | 544    |
| Touchdown su corsa         | Moe Williams     | 3      |
| Ricezioni                  | Jermaine Wiggins | 71     |
| Yard ricevute              | Nate Burleson    | 1.006  |
| Touchdown ricevuti         | Randy Moss       | 13     |
| Punti totali               | Morten Andersen  | 99     |
| Yard su ritorno di kickoff | Kelly Campbell   | 760    |
| Yard su ritorno di punt    | Nate Burleson    | 215    |
| Tackle totali              | E.J. Henderson   | 93     |
| Sack                       | Kevin Williams   | 11½    |
| Intercetti                 | Antoine Winfield | 3      |
| Fumble forzati             | Lance Johnstone  | 5      |

## Staff
| Staff dei Minnesota Vikings 2004 |
| --- |
| Organi dirigenziali Proprietà - Proprietario: Red McCombs - Proprietario: Gary Woods - Vice Presidente delle operazioni legate al football: Rob Brzezinski Capo allenatore - Mike Tice Altri allenatori - Coordinatore dello sviluppo della forza e della condizione: Kurtis Shultz - Assistente dello sviluppo della forza e della condizione: Mark Ellis Allenatori dell'attacco - Coordinatore dell'attacco/Quarterback: Scott Linehan - Running Back: Dean Dalton - Wide receiver: Charlie Baggett - Tight End/Assistente Offensive Line: John Tice - Offensive Line: Steve Loney - Controllo Qualità: Randy Hanson Allenatori della difesa - Coordinatore della difesa/Linebacker: Ted Cottrell - Defensive Line: Brian Baker - Defensive Back: Chuck Knox, Jr. - Assistente Defensive Back: Kevin Ross - Assistente difensivo/Assistente Linebacker: Pete Bercich - Controllo Qualità: Jim Panagos Allenatori dello special team - Coordinatore dello Special Team: Rusty Tillman |

## Roster finale
| Roster dei Minnesota Vikings 2004 |
| --- |
| Quarterback - 11 Daunte Culpepper - 12 Gus Frerotte Running Back - 23 Michael Bennett - 30 Mewelde Moore - 29 Larry Ned - 32 Onterrio Smith - 20 Moe Williams Wide Receiver - 81 Nate Burleson - 16 Kelly Campbell - 84 Randy Moss - 17 Ben Nelson - 87 Marcus Robinson Tight End - 44 Sean Berton - 83 Jeff Dugan FB - 49 Richard Owens - 85 Jermaine Wiggins Offensive Linemen - 78 Matt Birk C - 63 Bill Conaty C - 71 David Dixon C - 65 Nat Dorsey OT - 73 Adam Goldberg OG - 72 Adam Haayer OT - 76 Chris Liwienski OG - 74 Bryant McKinnie OT - 60 Cory Withrow C Defensive Linemen - 99 Chris Hovan DT - 97 Spencer Johnson DT - 51 Lance Johnstone DE - 90 Steve Martin DT - 79 Kenny Mixon DE - 98 Darrion Scott DE - 95 Kenechi Udeze DE - 93 Kevin Williams DT Linebacker - 55 Chris Claiborne OLB - 50 Rod Davis MLB - 56 E.J. Henderson MLB - 59 Mike Nattiel OLB - 52 Keith Newman OLB - 57 Raonall Smith OLB - 54 Dontarrious Thomas OLB Defensive Back - 33 Ralph Brown CB - 21 Corey Chavous SS - 31 Rushen Jones CB - 38 Rhett Nelson CB - 24 Willie Offord SS - 27 Brian Russell FS - 25 Terrance Shaw CB - 29 Brian Williams CB - 26 Antoine Winfield CB Special Team - 2 Darren Bennett P - 46 Cullen Loeffler LS - 7 Morten Andersen K - 1 José Cortéz K Lista delle riserve - 86 Richard Angulo TE (IR) - 8 Aaron Elling K (IR) - 82 Keenan Howry WR (IR) - 22 Ken Irvin CB (IR) - 40 Jim Kleinsasser TE (IR) - 75 Mike Rosenthal OT (IR) - 91 Grant Wiley MLB (IR) 53 attivi, 7 inattivi, 0 nella squadra di allenamento |
| Legenda - I rookie sono in corsivo. - Il primo ruolo è il principale mentre gli eventuali successivi indicano i ruoli secondari. - (IR) sta per Injured Reserve ed indica la lista ristretta per un solo giocatore infortunato che può tornare ad allenarsi dopo la settimana 6 e a rientrare in prima squadra dopo che questa ha giocato 8 partite. - (NF-Inj.) / (NF-Ill.) stanno rispettivamente per Non-Football Injured e Non-Football Illness ed indicano le liste dove viene inserito un giocatore che ha un infortunio o una malattia non dipendente dal football americano. - (PUP) sta per Physically Unable to Perform ed indica la lista dove viene inserito un giocatore mentre è in attesa di recuperare la condizione fisica. Nella stagione regolare dopo la sesta partita giocata dalla propria squadra, il giocatore ha tempo tre settimane per riprendere ad allenarsi, più tre settimane aggiuntive dal suo rientro agli allenamenti per rientrare in prima squadra. |